# Joß Fritz

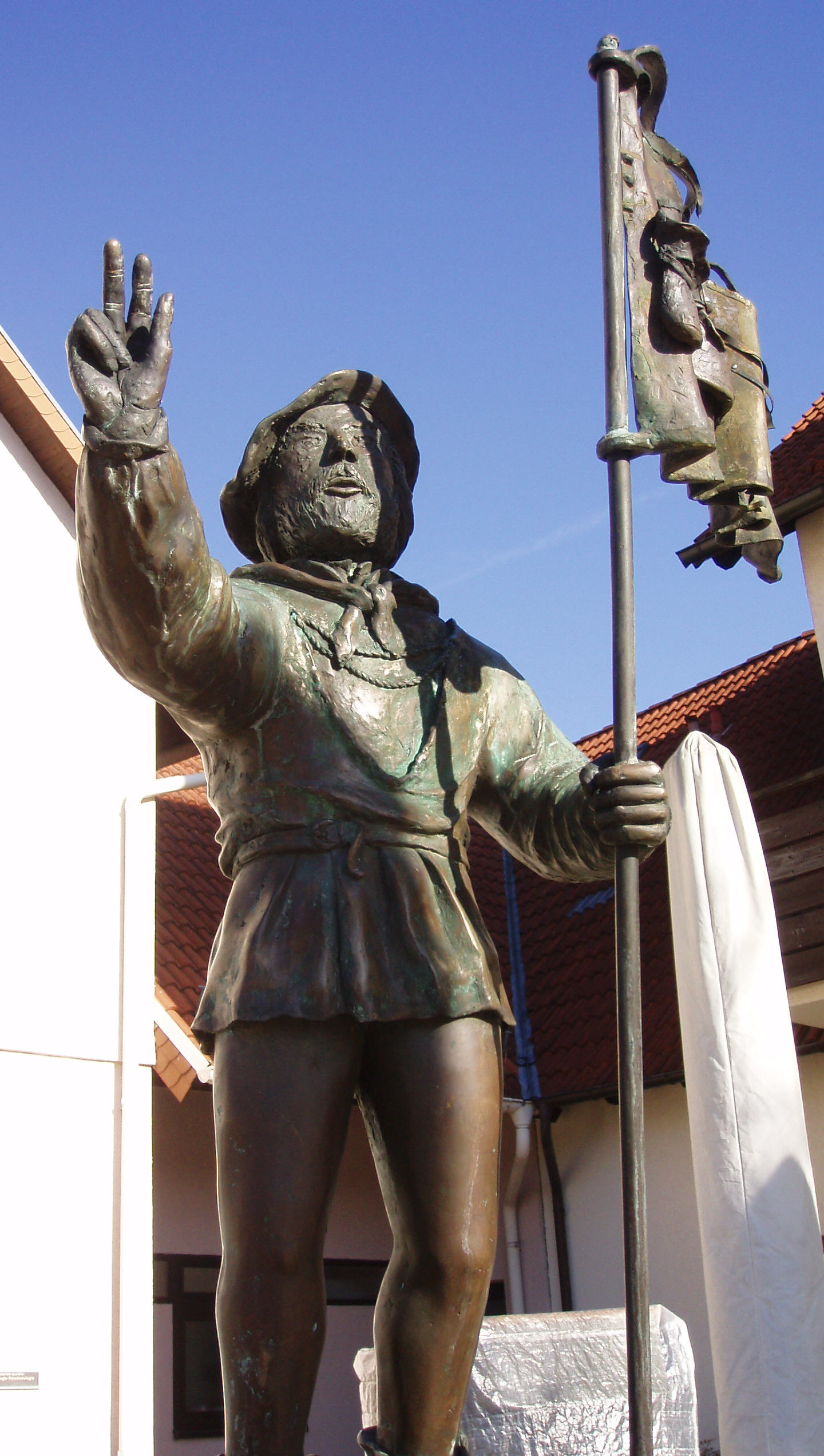
Beeld van Joß Fritz bij de fontein te Untergrombach

Joß Fritz (Untergrombach, circa 1470 - circa 1525) was een Duits volksleider en opstandeling. Hij wordt beschouwd als de oprichter van de Bundschuh-beweging (1483-1517). Dit was een revolte van boeren en andere arme mensen uit de onderkant van de samenleving, die echter ook van enkele leden van de lage adel steun genoot.

## Levensloop
Joß Fritz werd geboren als zoon van een lijfeigene. Als jongeman werd hij lansknecht, dus beroepssoldaat en leerde zo de wereld kennen. Hij kon lezen en schrijven.
Na zijn terugkeer uit krijgsdienst kon hij de onderdrukking en uitbuiting van de arme plattelandsbevolking niet meer verdragen. In 1502 werd hij een van de oprichters van de Bundschuh-beweging. Door verraad moest hij vluchten, maar bleef contacten met geestverwanten onderhouden.
In 1510 trouwde hij een boerendochter. In 1512 vestigde hij zich in het dorpje Lehen, dat tegenwoordig een stadswijk is aan de noordwestkant van Freiburg im Breisgau. Op het afgelegen veld Hartmatte hield hij politieke vergaderingen, waarbij de 14 artikelen van de Bundschuh-beweging werden geformuleerd. Binnen de beweging moest Joß Fritz nog op grond van de bijbel aantonen, dat deze artikelen rechtmatig waren; nadat hij daarin was geslaagd, werd door de aanwezigen een eed op deze artikelen afgelegd. De geplande gewapende opstand werd echter verraden en ging dus niet door. Velen werden gearresteerd, onder wie Fritz' vrouw, en in Freiburg gevangen gezet. Met een goede vriend, een bakkersknecht uit Tirol met de naam Hieronymus, vluchtte hij naar Zwitserland. In Basel ontsnapte hij ternauwernood aan arrestatie. Na enkele maanden werd zijn vrouw vrijgelaten en Fritz heeft haar vermoedelijk diverse keren heimelijk bezocht.
In 1517 probeerde Fritz nog een tweede revolte, maar ook die mislukte. Zijn biechtvader verraadde wat Fritz hem tijdens de biecht had toevertrouwd, aan de autoriteiten. Daarna is er weinig of niets meer over zijn verdere leven bekend.

## Monumenten en literatuur
- Er bestaat een portret van Fritz van de hand van Albrecht Dürer.
- In Untergrombach is te zijner gedachtenis een fontein met standbeeld voor hem opgericht.  Aldaar, en ook in Lehen is een straat naar hem genoemd.
- In Freiburg im Breisgau is een "linkse boekhandel" naar hem genoemd.
- Diverse 20e-eeuwse Duitse schrijvers hebben romans of biografieën over hem geschreven.